# Безацька
Безацька (рос. Безацкая) — присілок в Вілегодському районі Архангельської області Російської Федерації.
Населення становить 1 особу. Входить до складу муніципального утворення Вілегодський муніципальний округ.

## Історія
До 2020 року входихо до складу муніципального утворення Нікольське муніципальне утворення.

## Населення
| 2002 | 2010 | 2012 |
| ---- | ---- | ---- |
| 0    | →0   | ↗1   |